# Huways Ibn Hadib
Hawayes Bến Hdib (tiếng Ả Rập: حوايس بن هديب) là một ngôi làng Syria nằm ở Al-Hamraa Nahiyah ở huyện Hama, Hama.. Theo Cục Thống kê Trung ương Syria (CBS), Hawayes Ben Hdib có dân số 555 trong cuộc điều tra dân số năm 2004.